# 423645 Quenisset
423645 Quenisset este o planetă minoră (asteroid) din centura de asteroizi. A fost descoperită pe 22 decembrie 2005 la Nogales de Jean-Claude Merlin⁠(d). 
Obiectul prezintă o orbită caracterizată de o semiaxă mare de 2,72516075604 UAi, o excentricitate de 0,13334552687018, o înclinație de 6,0091595789908 ° în raport cu ecliptica.